# Scala naturæ

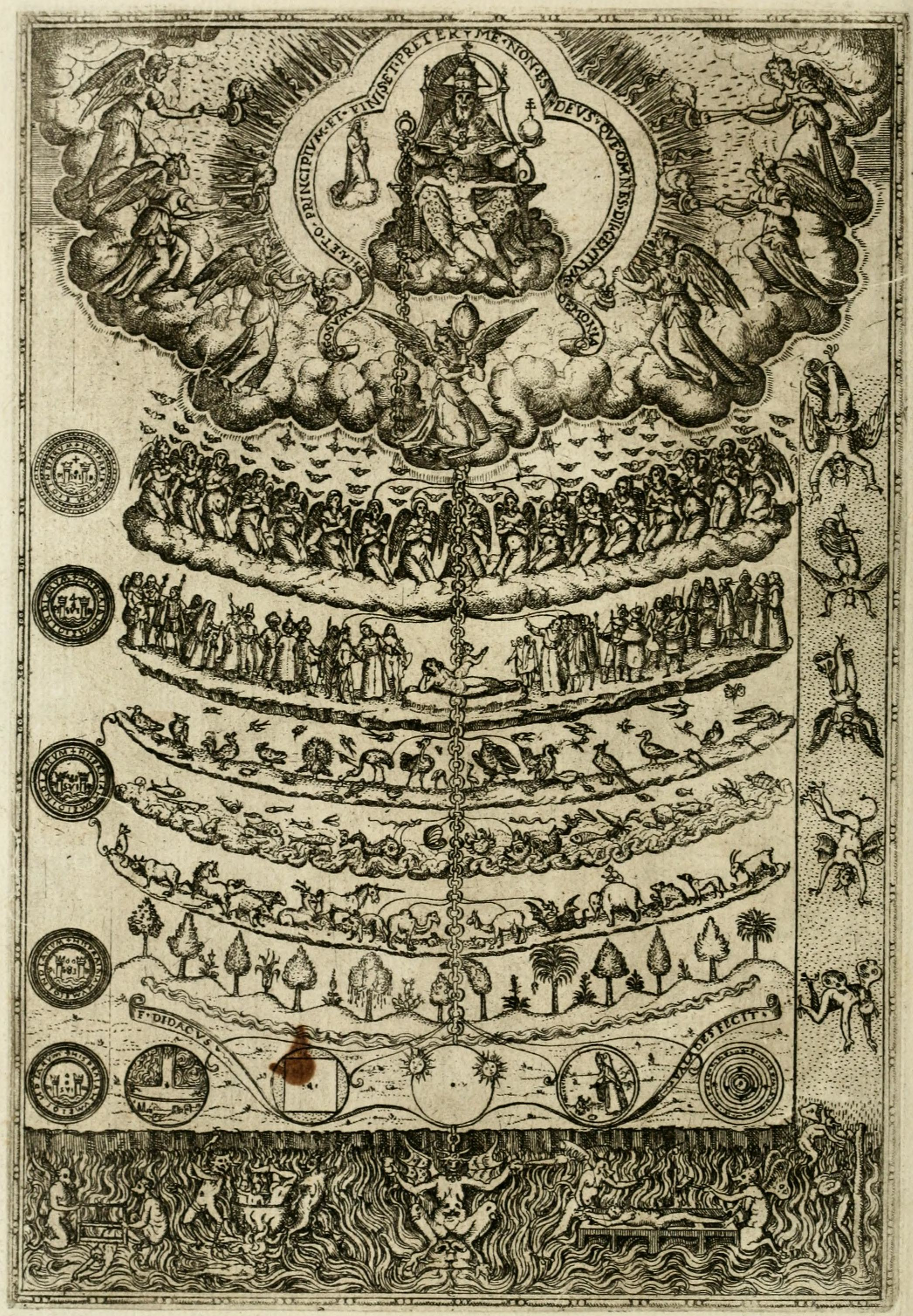
Een tekening van de keten van het leven uit Rhetorica Christiana, Didacus Valades, 1579

Scala naturæ in het Nederlands de keten, ladder van de natuur of ladder van het leven is een ordening van de natuur en het universum in een duidelijk hiërarchisch systeem van oplopende perfectie, bedacht door Aristoteles. Scala naturæ vormde een belangrijk deel van het wereldbeeld in de klassieke oudheid en de Europese middeleeuwen. Het doel van scala naturæ was alle voorstelbare zaken een plek in het universum toe te kennen, waarmee orde en betekenis aan de schepping werd gegeven.
Scala naturæ werd onomstreden geaccepteerd tot de tijd van de wetenschappelijke revolutie, waarin ze vervangen werd door de moderne taxonomie en de evolutietheorie.

## De natuurlijke volgorde volgensscala naturæ
De keten van het leven werd gevormd door een aantal niveaus, vanaf de simpele en fundamentele elementen onderaan tot de hoogste perfectie bovenaan. Op deze manier kon de keten aan alles in de kosmos een plaats geven. De classificatie ging volgens vijf hoofdgroepen:
1. goden God (algemeen)
2. mensen
3. dieren
4. planten
5. levenloze zaken als aarde, water en gesteente

Bovenaan stonden in de klassieke oudheid de goden, in de middeleeuwen werden ze vervangen door God en de engelen die als volledig geestelijke verschijningen werden gezien. Fysieke verschijningen waren gemaakt van vlees, dat als zwak en onbetrouwbaar werd gezien. De geest daarentegen werd gezien als onveranderlijk en permanent.
In de volgorde van de ladder kwam aarde of gesteente onderaan, dit had alleen de eigenschap dat het bestaat. Elk hoger niveau in de keten had alle positieve eigenschappen van onderliggende niveaus, plus minstens een eigenschap extra. Boven aarde en gesteente kwamen de planten, deze hadden behalve de eigenschap bestaan ook de eigenschap leven. Dieren, daarboven, hadden ook beweging en motief.
De mens nam een bijzondere plek in: zijn bestaan was zowel vleselijk (zoals de dieren onder hem) als geestelijk. Daardoor stond hij bloot aan een morele innerlijke tweestrijd: het geestelijke was hoger, nobeler, het bracht de mens dichter bij God; terwijl de zondige lusten en begeerten van het vlees de mens naar beneden trokken.

### Verdere onderverdeling
Elk niveau kon vervolgens weer worden ingedeeld naar volgorde van perfectie. In de feodale middeleeuwse maatschappij stond de koning bovenaan, gevolgd door de adel, met de burgers en boeren daar onder. Deze indeling gaf de koning het goddelijk recht te regeren over zijn onderdanen. Op dezelfde manier werd de familie ingedeeld in een familiehoofd, de vader; onder hem zijn vrouw; daarna hun kinderen (die weer kunnen worden onderverdeeld in hogere jongens en lagere meisjes).
Engelen werden onder andere door de vroeg-christelijke theoloog Pseudo-Dionysius ingedeeld in aartsengelen, serafijnen, cherubijnen en andere groepen.
Ook onder dieren waren onderverdelingen duidelijk aan te leggen. Bovenaan stonden wilde dieren, die hoger en nobeler op de middeleeuwse mens overkwamen, omdat ze niet getemd wilden worden. Daaronder stonden gedomesticeerde dieren, waarbij zelfstandige dieren als honden en paarden bovenaan kwamen, boven dociele dieren als schapen. Vogels werden onderverdeeld met de adelaar boven bijvoorbeeld duiven. Vissen staan weer onder vogels, en werden ingedeeld in hogere echte vissen en (in de Bijbel verafschuwde) andere zeedieren. Daaronder komen insecten, met nuttige insecten zoals honingbijen of fraaie insecten als vlinders weer boven vervelende insecten als vliegen en kevers. Het laagste dier was de slang, die deze positie kreeg als straf voor zijn rol als verrader in het verhaal over de tuin van Eden.
Bij de planten kwamen eerst de bomen. nuttige bomen als eiken stonden bovenaan, jeneverbessen onderaan. Voedselproducerende planten (granen en groenten) stonden boven onkruid en mossen.
Bij de levenloze zaken stonden de metalen bovenaan (met goud aan de top). Daarop volgden gesteenten (marmer en graniet bovenaan), grond (vruchtbare grond boven onvruchtbare), stof en ten slotte vuil.

## Filosofie vanscala naturæ
Het werd als bovennatuurlijk gezien als een wezen zijn plek in de keten verliet. In feite was de hiërarchie een keten en geen ladder waarlangs verkeer mogelijk was. Uitzonderingen zoals de alchemie, waarin werd geprobeerd van lagere elementen als lood hogere elementen als zilver of goud (het hoogste element) te maken, werden in de middeleeuwen met wantrouwen bekeken. De meest verontrustende uitzondering was de val van Lucifer, een geheel geestelijk wezen (een engel), dat desondanks de ultieme perfectie (God) de rug toekeerde.
De indeling in levenloze zaken, planten en dieren vormde de basis van de taxonomie van Linnaeus, die onderscheid in drie rijken maakte. De scheiding tussen de rijken van planten en dieren is op scala naturæ terug te voeren.